# Gonia vacua
Gonia vacua là một loài ruồi trong họ Tachinidae.